# 国立博物館 (プラハ)
国立博物館（チェコ語: Národní muzeum）は、チェコ共和国プラハにある博物館。

## 館史
1818年4月15日に植物学者、鉱物学者、自然科学者であるカシュパル・マリア・シュテルンベルクによって開館される。開館当時はシュテルンベルク宮殿に所在していたが狭すぎたためのちにヴァーツラフ広場近くに移転する。
主にカシュパル・マリア・シュテルンベルクが取集した鉱物、化石、植物等の標本を展示するなど当初は自然科学系が中心であった。しかしながら、のちに歴史家フランティシェク・パラツキーが深く寄与したことからボヘミアの歴史物や社会科学系の文献等が収蔵される。
国立博物館の代表的な建物である本館は、1885年から1891年にかけてネオルネサンス様式を専門とする建築家ヨゼフ・シュルツが設計、建設している。